# Cordillera Ilirney
La cordillera Ilirney ( en ruso: Илирнейский кряж   ) es una cadena montañosa en el Okrug autónomo de Chukotka, en el Lejano Oriente ruso. Administrativamente, es parte del distrito de Bilibinsky. El pueblo de Ilirney se encuentra a 20 kilómetros (12,4 mi) al suroeste del área central de la cordillera. Bilibino se encuentra al oeste del extremo occidental.

## Geografía
El punto más alto de la cordillera Ilirney es el monte Dvukh Tsirkov (гора Двух Цирков, que significa "dos circos"), de 1785 metros de altura. Otros picos elevados de la cordillera son el monte Sypuchiy Kamen (Сыпучий Камень), de 1659 metros, y el monte Radialnaya (радиальная), de 1459 metros. Al sureste de la cordillera se eleva la cordillera Anyuy, al oeste limita con las cordilleras Kyrganay y Chuvanay, al norte con la cordillera de Rauchuan y al este con la meseta Anadyr. La cordillera Ilirney forma parte del sistema montañoso de Siberia Oriental y es una de las subcadenas de la meseta Anadyr.
Bajo su vertiente sur se encuentran dos hermosos lagos, el Ilirney y el Tytyl. El río Rauchua fluye a través de la cordillera y el río Maly Anyuy al sur y suroeste. El Nomnunkuveem, uno de los brazos del río Chaun, fluye hacia el norte desde las laderas del norte. Varios ríos menores nacen en la cordillera, entre ellos el Tytylvaam.

## Flora y clima
Hay escasos bosques de alerces en los valles de los ríos y las laderas de las montañas están cubiertas de pradera alpina. El clima es de tipo subártico.